# Craven Cottage
Craven Cottage er et fodboldstadion i Londonbydelen Fulham i England, der benyttes til såvel fodbold som rugby. Stadionet er blandt andet hjemmebane for Premier league-klubben Fulham F.C., og har plads til 28.800 tilskuere.

## Historie
Craven Cottage har været hjemmebane for Fulham F.C. siden 1894. Stadionet har gennemgået flere ombygninger for at opnå sin nuværende kapacitet, og ny planer fremlagt af Fulham F.C. indikerer, at endnu en udvidelse af stadionet kan være undervejs. 